# Unicornio

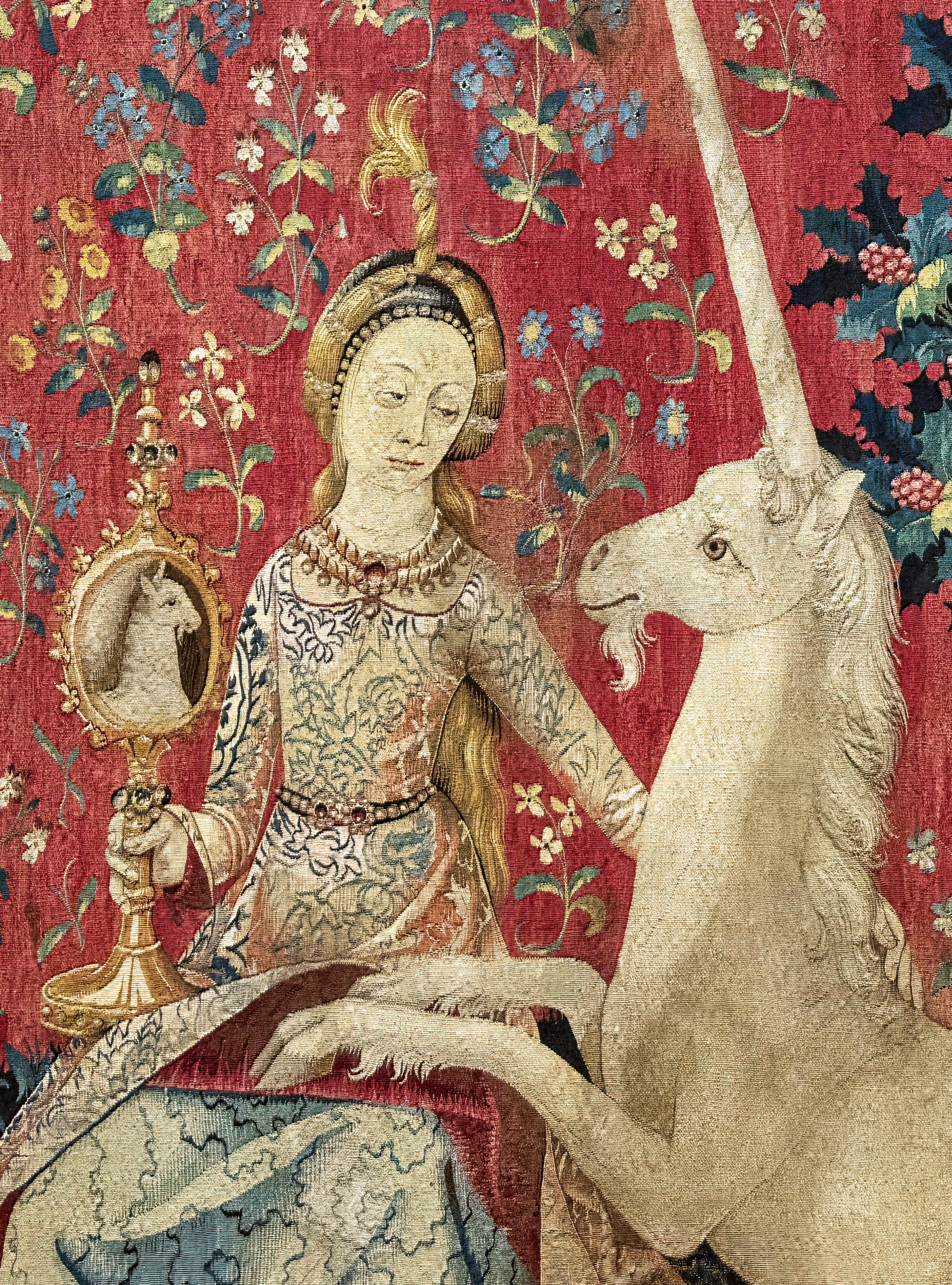
La dama y el unicornio.

El unicornio es una criatura mitológica del folclore europeo representada habitualmente como un caballo blanco con patas de antílope, ojos y pelo de cabra y un cuerno en la frente. En las representaciones modernas, sin embargo, es idéntico a un caballo, diferenciándose únicamente en la existencia del cuerno.
Aunque las primeras representaciones documentadas de animales unicornio se remontan a la civilización del Indo, hace más de cuatro mil años, la historia del unicornio occidental puede trazarse desde la descripción que de él hiciera el erudito griego Ctesias de Cnido, en la segunda mitad del siglo V a. C. Bajo la influencia de Physiologus y otros textos antiguos, los bestiarios occidentales de la Edad Media lo describieron como un animal dotado de un único y largo cuerno, con propiedades de antídoto, que podía ser capturado únicamente a través del olor de una doncella. Este desarrollo legendario llegó a configurar esquemas simbólicos de diversa naturaleza, desde el animal como figura cristológica, asociada a la encarnación de Cristo, hasta como imagen del caballero que sufre por amor o inclusive como símbolo de la muerte y el pecado.
Durante la modernidad, la disparidad en las descripciones del unicornio llevará a que varios autores pongan en duda su existencia, mientras el epíteto de «animal fabuloso» recae en él con más frecuencia a partir de la época de la Ilustración. Ya en la Edad Contemporánea, el unicornio como gran caballo blanco «mágico», con un solo cuerno en medio de la frente, inspira historias de fantasía y magia, así como una abundante producción de mercancías para el público infantil.

## Origen de la leyenda

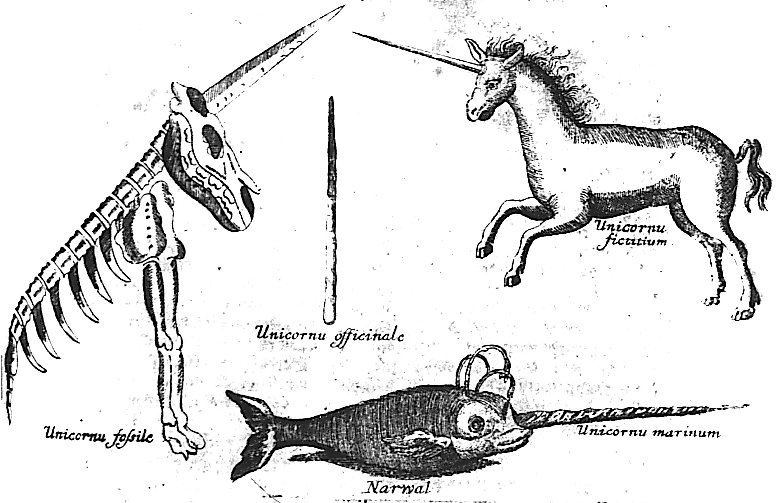
Dibujo del Museum Museorum de Michael Bernhard Valentini (1704) que compara el objeto vendido como un «cuerno de unicornio medicinal», una representación de narval, un esqueleto reconstruido de «unicornio fósil» y una representación equina del unicornio.

Era común que los exploradores confundiesen a los animales conocidos con una criatura de un solo cuerno. Para Odell Shepard, el unicornio de Ctesias de Cnido mezcla historias sobre el rinoceronte indio, a cuyo cuerno se le atribuyen tradicionalmente propiedades terapéuticas, con el onagro (o asno salvaje), conocido en la Antigüedad por su rapidez y su combatividad, y el antílope tibetano. El descubrimiento de la supervivencia hasta tiempos relativamente recientes de algunas especies extintas de rinoceronte lanudo como las del género Elasmotherium sugiere que este tipo de animales también pudieron haber influido en la leyenda (ya sea directamente o mediante sus imponentes esqueletos).

### Narval
El narval jugó un papel fundamental en la larga creencia en el unicornio occidental. Su gran y único diente espiral se vendió como cuerno de unicornio desde finales de la Edad Media, especialmente en el siglo XVI, proporcionando supuesta evidencia material de la existencia del animal legendario. Y aunque el descubrimiento de su verdadera procedencia condujo a un brusco descenso en los precios, no sacudió definitivamente la creencia en el unicornio, sino que incluso la reforzó. Así, en una fecha tan tardía como 1825, Jean-François Laterrade defendía su existencia basándose en una analogía: a cada animal marino, como el narval, le debe corresponder uno terrestre.

### Rinoceronte yElasmotherium

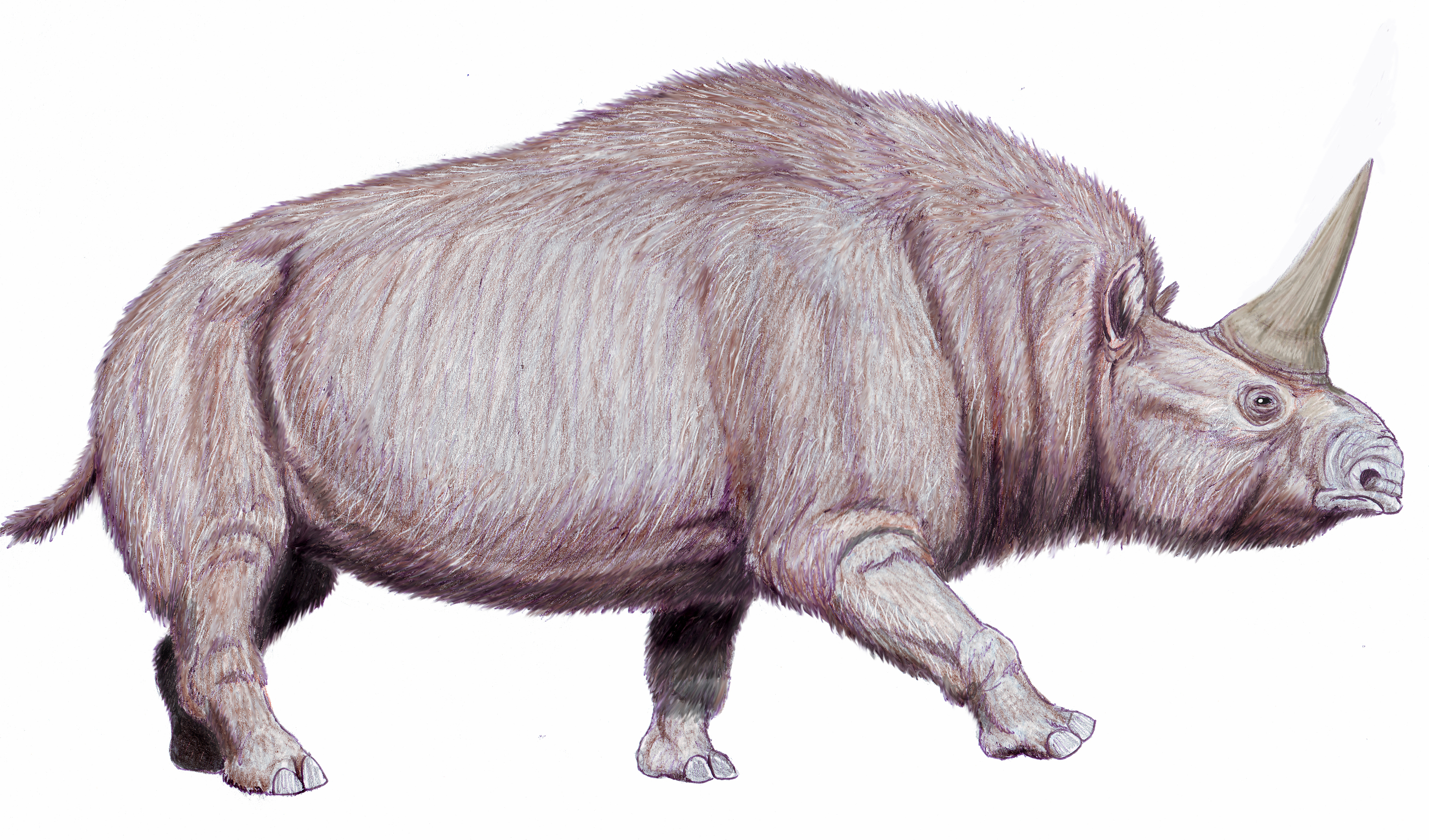
Reconstrucción de un elasmosterio.

Los especialistas creen que tanto el asno indio de Ctesias como el monoceros descrito por Megástenes se trataban, en realidad, de un mismo animal conocido: el rinoceronte indio o rhinoceros unicornis, a cuyo cuerno todavía hoy los lugareños le atribuyen las mismas propiedades medicinales que Ctesias asoció con su asno unicornio y que, posteriormente, las fuentes medievales recogerían para el monoceros o unicornio.
Si bien Plinio el Viejo describió al rinceronte separado de otras bestias de un solo cuerno, en el siglo VI el erudito hispalense Isidoro de Sevilla lo equipararía al monoceros y al unicornis, mezclando sus respectivas leyendas y descripciones. Marco Polo describió unicornios en sus viajes a Oriente, pero otros estudiosos no tardaron en deducir que el explorador veneciano había avistado rinocerontes:

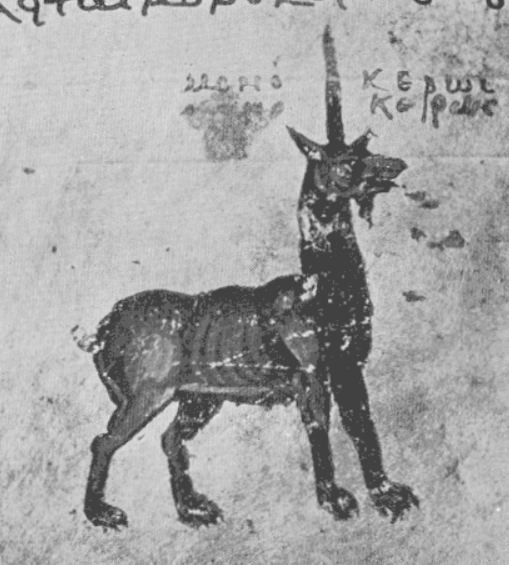
Dibujo del monoceros en el manuscrito Laur. Pkt. 9.28, C, una copia de Topología Cristiana de Cosmas Indicopleustes.

En cuanto al monoceros de Paul de Venecia (Marco Polo), no creo que nadie me pueda culpar por ver un rinoceronte en él. En efecto, son bastante similares, según las marcas que les da: su tamaño cercano al del elefante, claro, pero también su fealdad, su lentitud y su cabeza porcina, características que describen al rinoceronte.
Ulises Aldrovandi, De los cuadrúpedos solípedos.

El Elasmotherium sibiricum habitó las estepas de Rusia y Asia Central hasta finales del Pleistoceno, aproximadamente hace unos 10 000 años. Este tipo de animal tenía un cuerno único, muy largo y grueso, creciendo en medio de la cabeza, y se cree que la trasmisión oral de su descripción, así como sus restos fosilizados, pudieron haber inspirado la leyenda del unicornio.

### Identificación y descripciones del animal

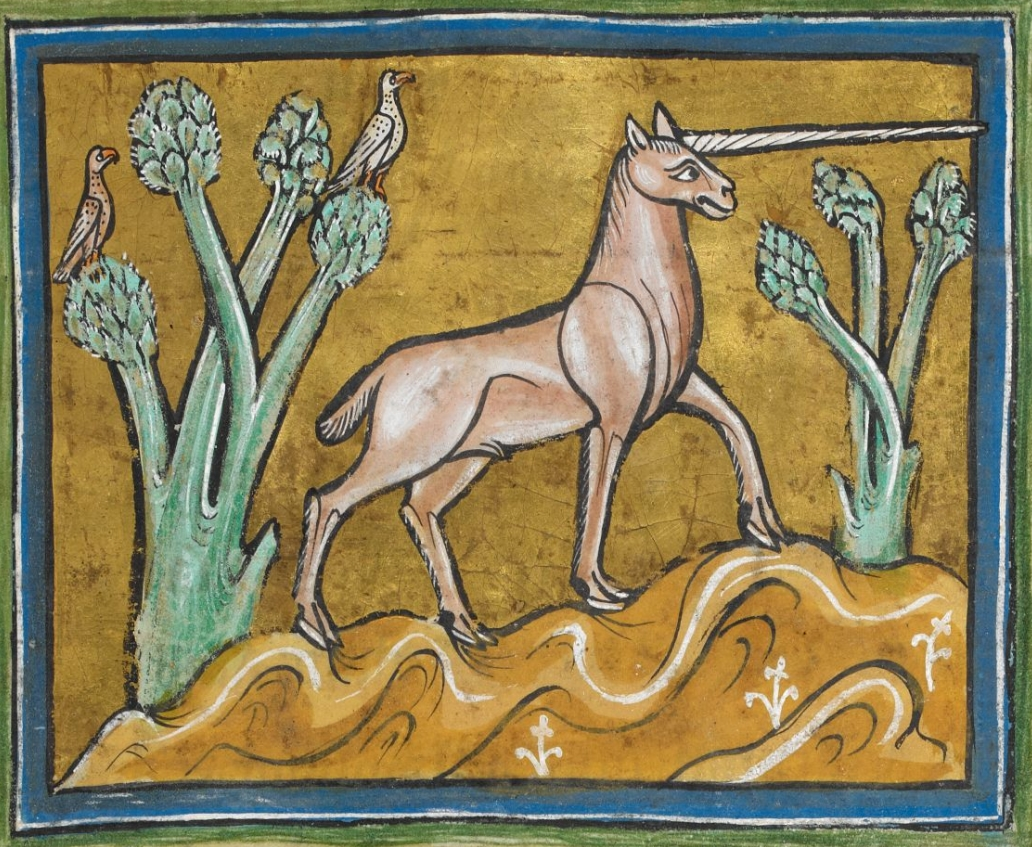
Unicornio en una miniatura del bestiario de Rochester, folio 21r (Reino Unido, c. 1230). El cuerno sigue un patrón helicoidal o en espirales.

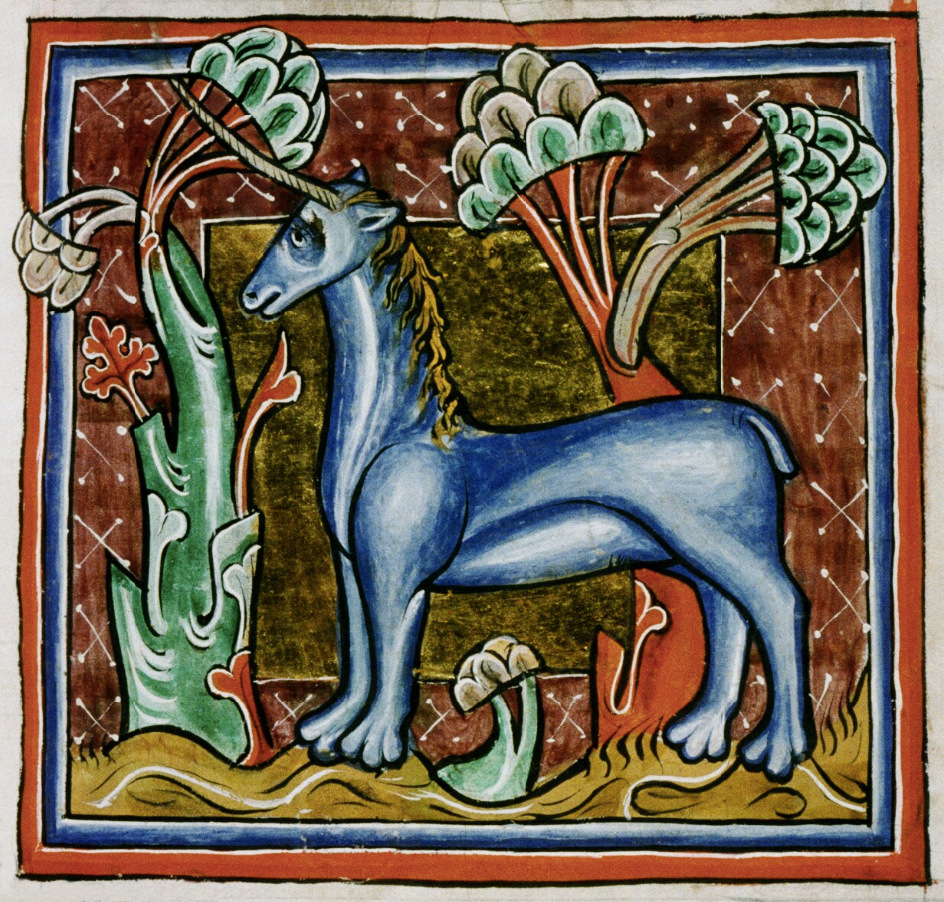
Monoceros en el bestiario MS. Bodl. 764, folio 22r (Inglaterra, c. 1225-1250).

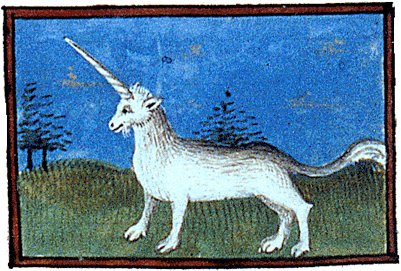
Unicornio en una miniatura del Libro de las propiedades de las cosas (de Bartolomeo Ánglico), manuscrito BnF Fr. 22532, folio 310v (Francia, comienzos del siglo XV).

Tres cuadrúpedos unicornios, según Alberto Magno, en el BM Valenciennes Ms. 320
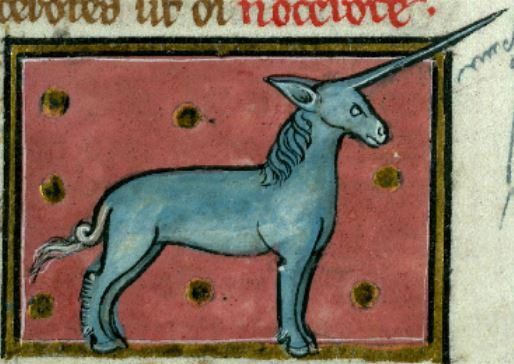
Monoceronte, f. 71r.
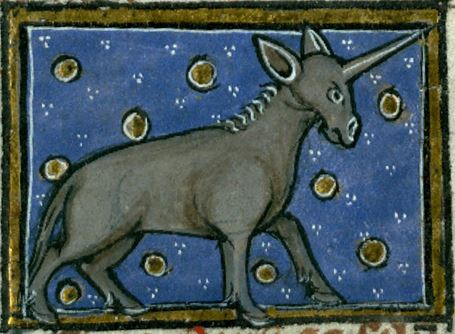
Onagro indio, f. 73v.
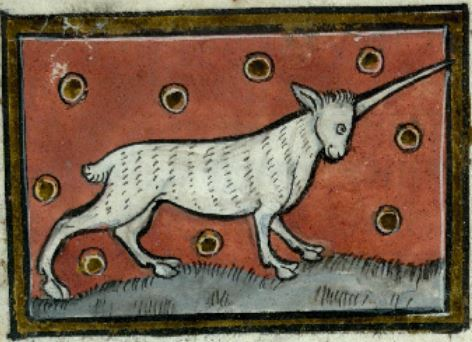
Unicornio, f. 80v.

#### Iconografía

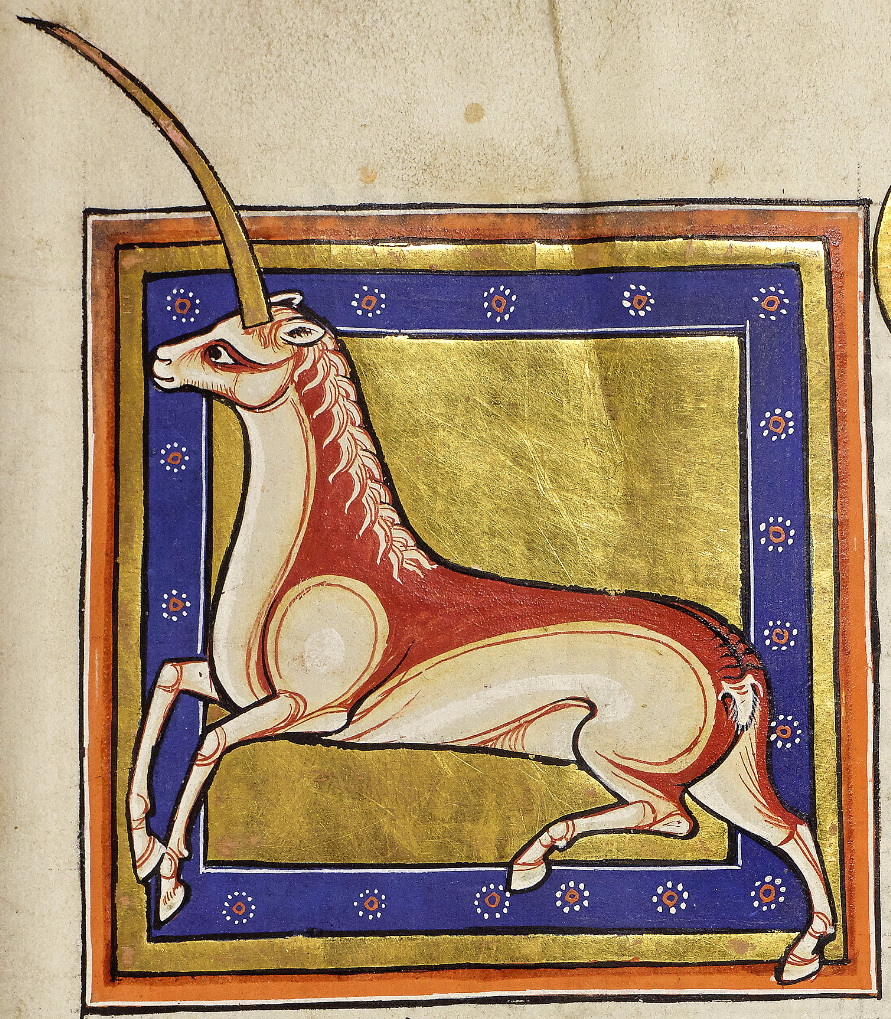
El unicornio en una miniatura del bestiario de Aberdeen, folio 15r (Reino Unido, finales del o comienzos del)

Representaciones del unicornio en el arte de la Edad Moderna
Detalle de La Dama y el unicornio (c. 1500), tapiz en exhibición en el Museo de Cluny.
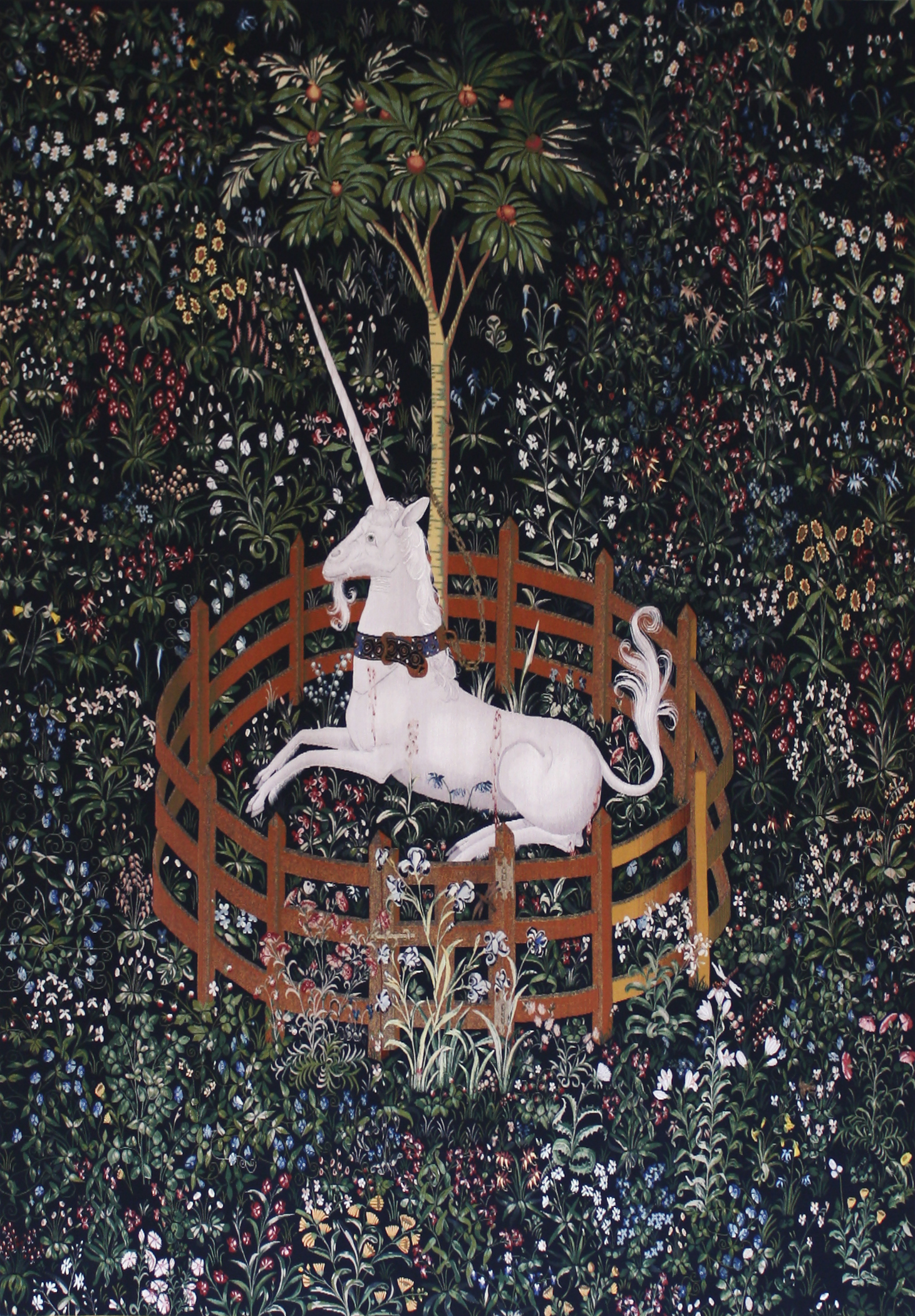
El unicornio cautivo (c. 1500), en un tapiz de la serie La caza del unicornio (museo The Cloisters).
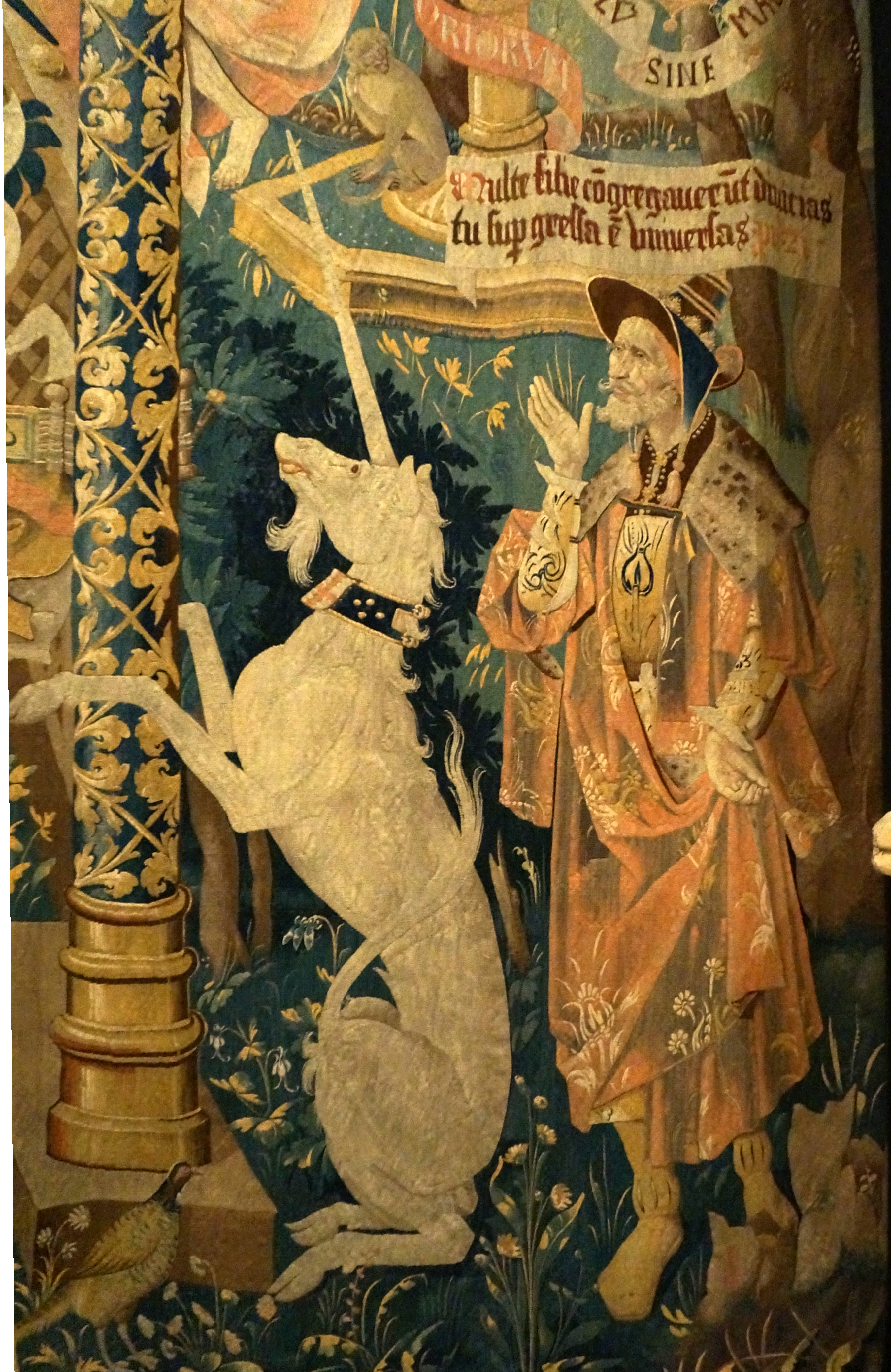
Detalle de Las perfecciones de María (c. 1530), tapiz exhibido en el palacio de Tau, Francia.
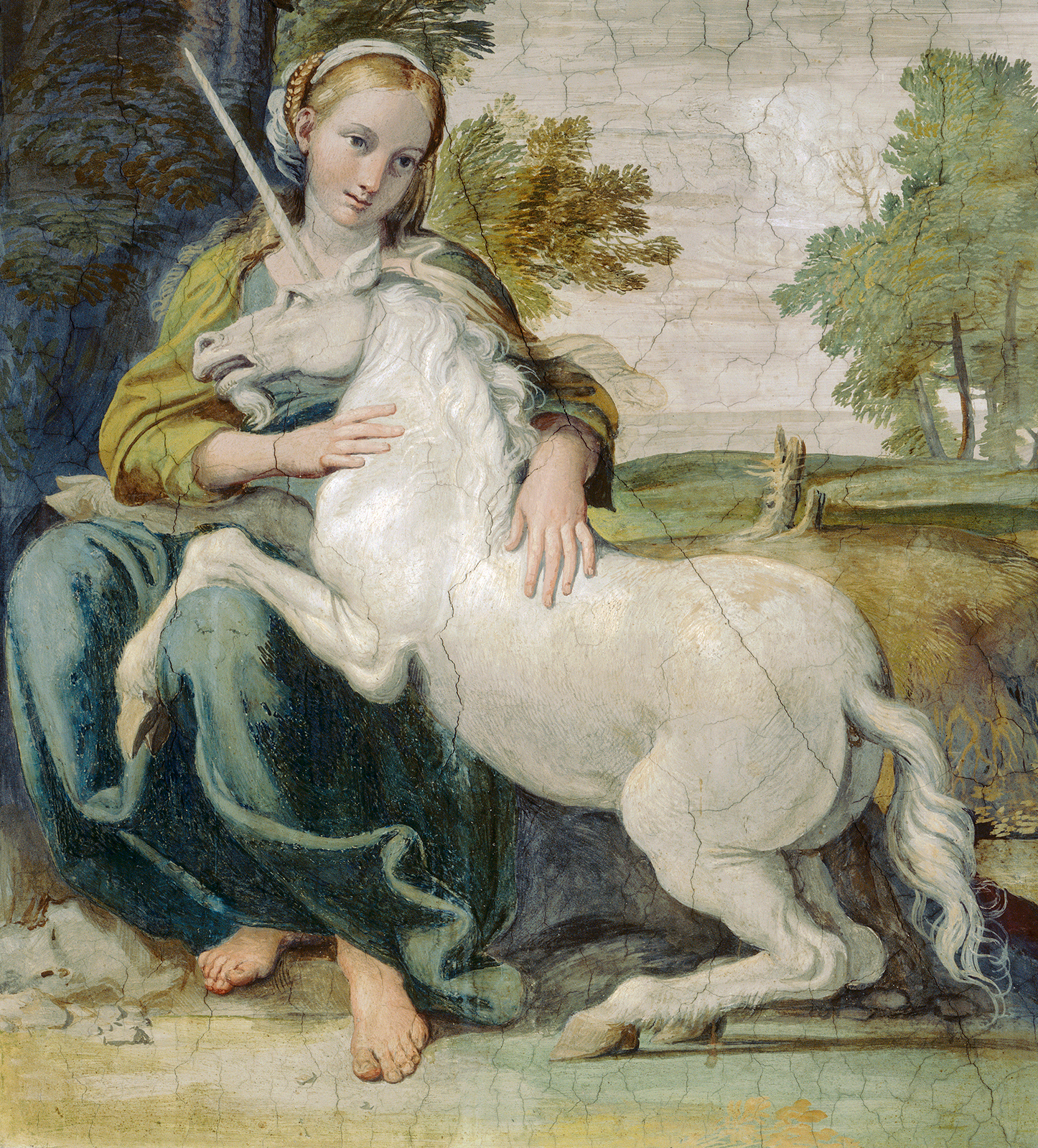
Virgen con unicornio. Pintura de Domenico Zampier (1581-1641). Pueden distinguirse sus claros rasgos equinos, pero conservando la barba de chivo.

### El cuerno del unicornio

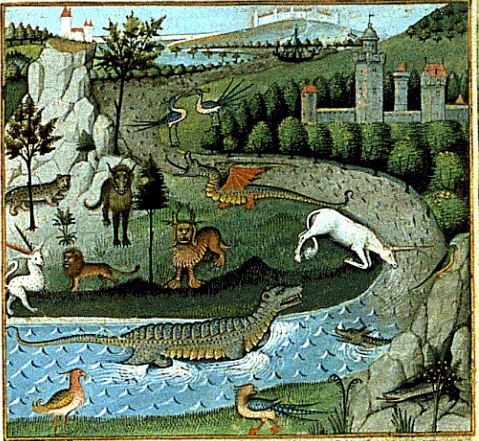
La maravillosa fauna de Oriente según una iluminación de Robinet Testard para El secreto de la historia natural... (BnF Fr. 22971). A la derecha se aprecia un unicornio purificando las aguas del río.

### El hábitat del unicornio

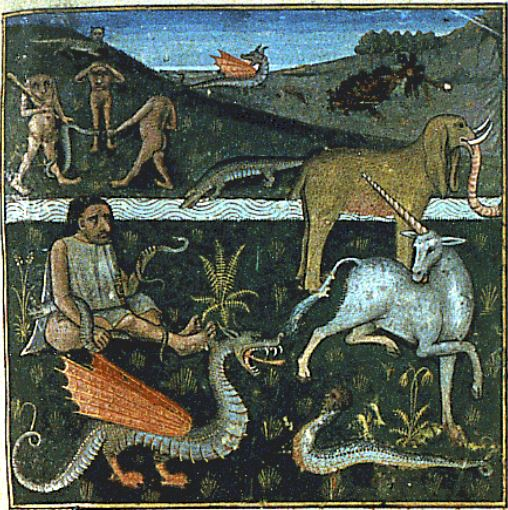
Unicornio entre la fauna de Etiopía (BnF Fr. 22971).

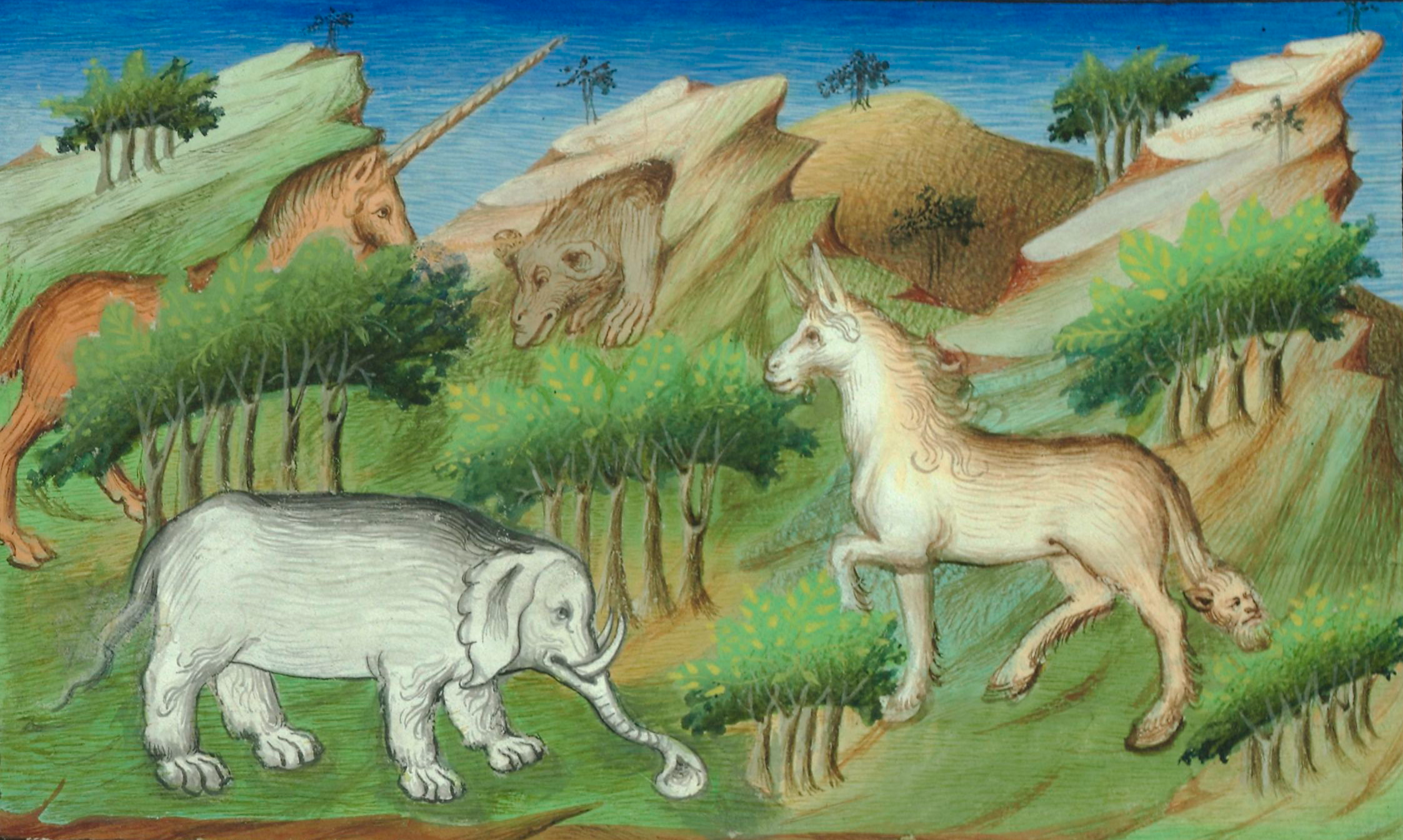
Unicornio en una copia del Libro de las Maravillas (BnF Fr. 2810, folio 59v).

### El mito de la doncella y el unicornio

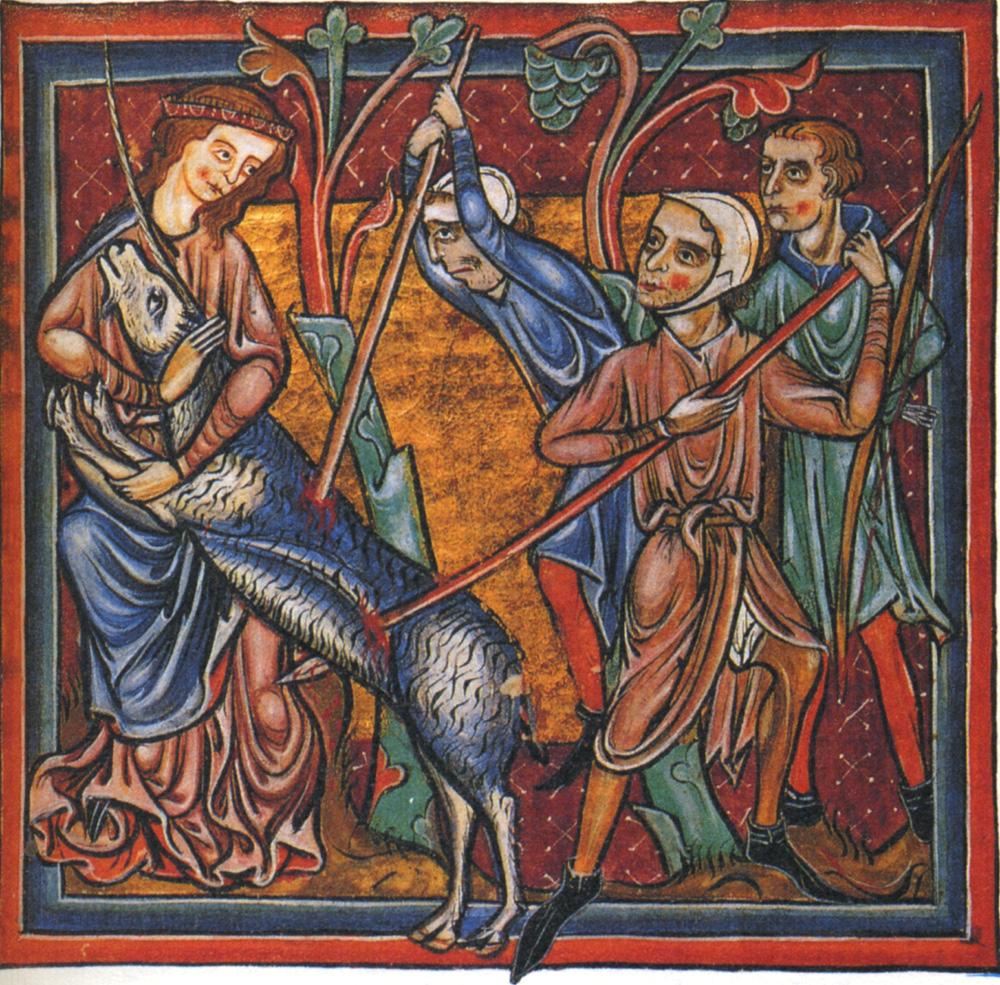
Caza del unicornio en una miniatura del MS. Bodley 764, folio 10v (Inglaterra, c. 1225-1250).

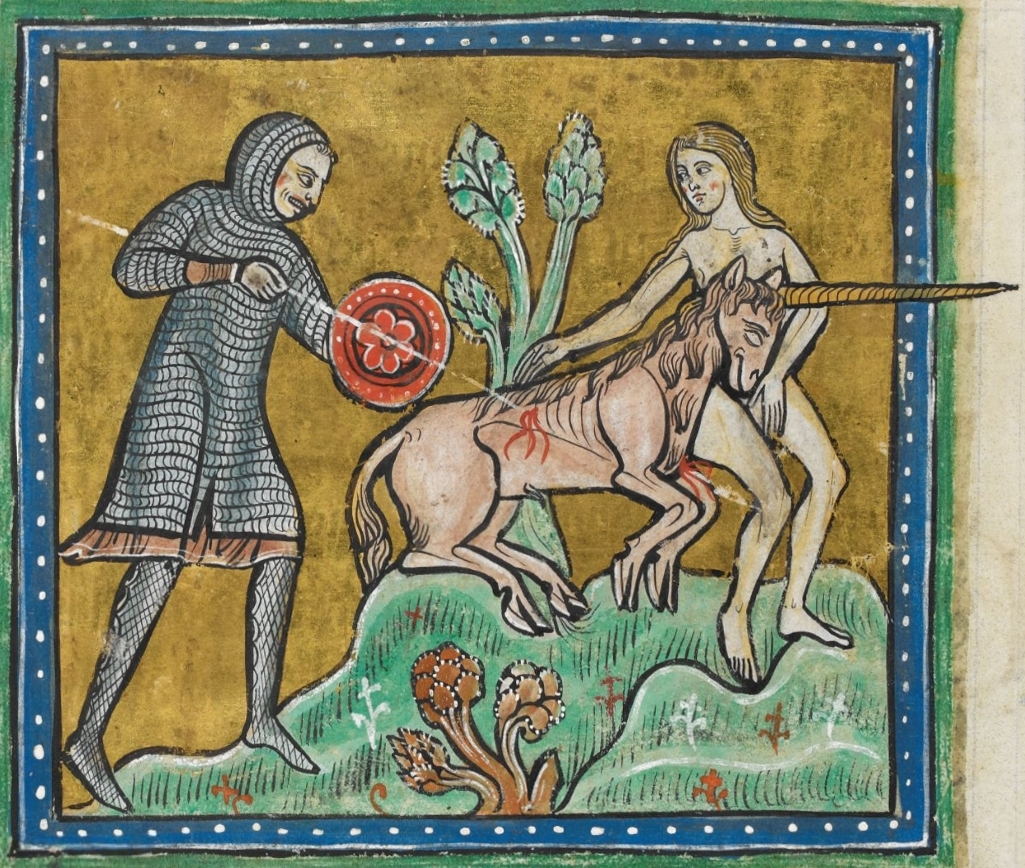
Caza del unicornio en una miniatura del bestiario de Rochester o BL Royal 12 F xiii, folio 10v (Inglaterra, finales del).

### Simbolismo cristiano

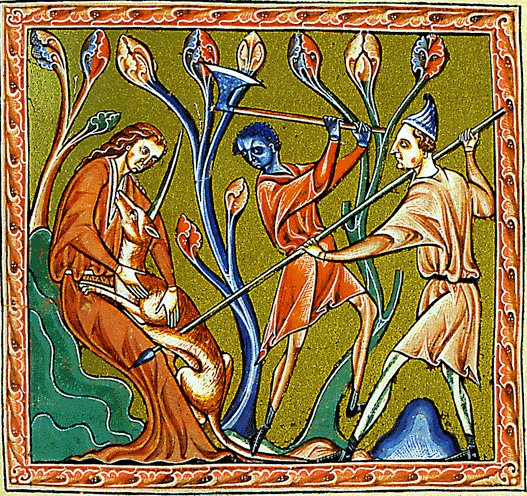
Caza del unicornio en el bestiario de Ashmole o MS. Ashmole 1511, folio 14v (Inglaterra, inicios del siglo XIII).

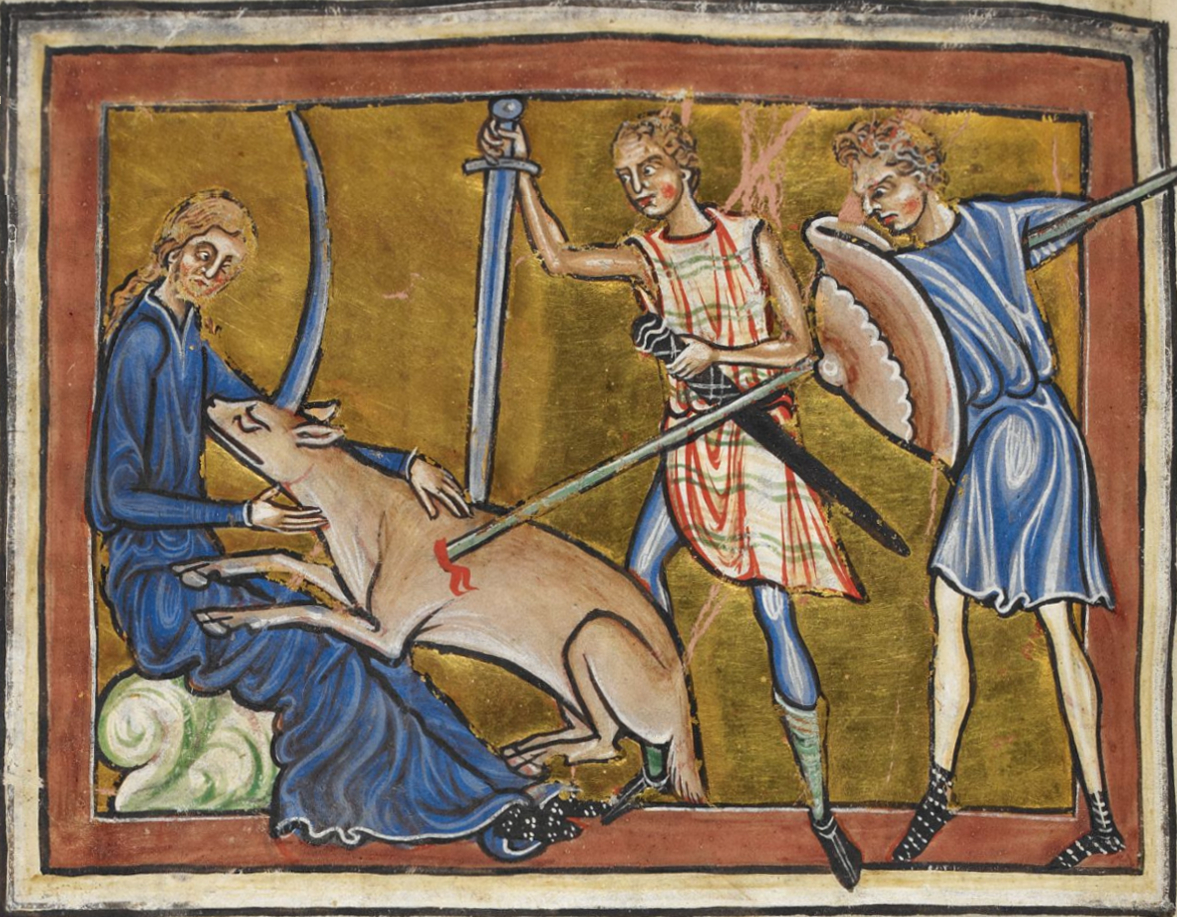
Caza del unicornio en el Royal MS 12 C XIX, folio 9v (c. 1200-1210).

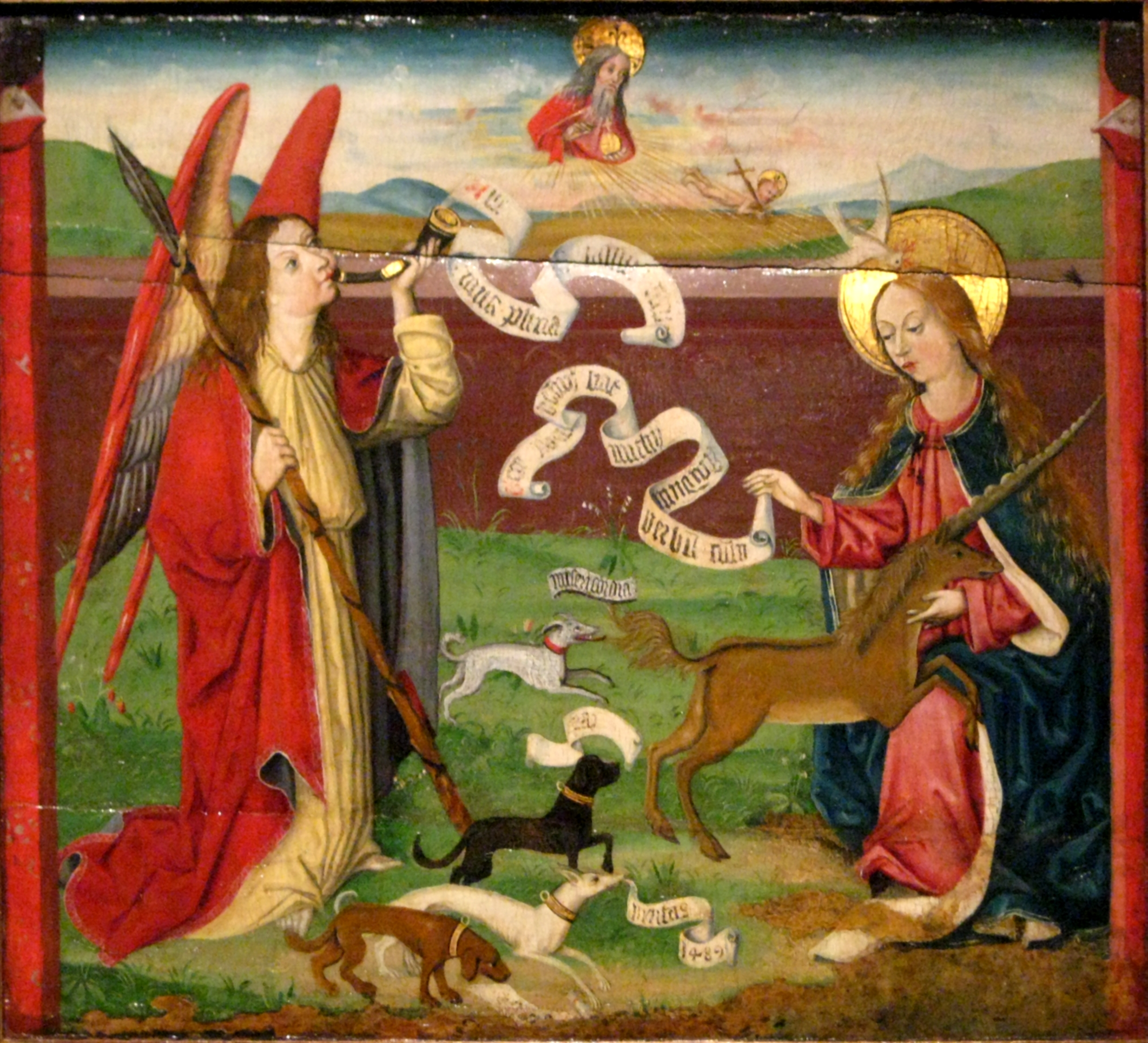
Anunciación con unicornio. Óleo sobre tabla de Martin Schongauer (1489).

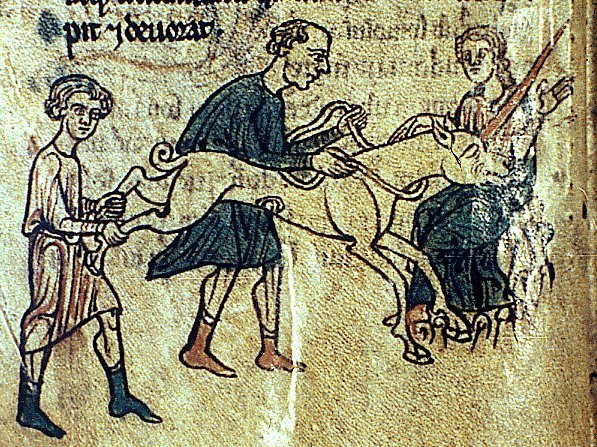
Captura del unicornio en el bestiario latino Ms Douce 167, folio 4v (mediados del siglo XIII).

### El unicornio y el amor cortés

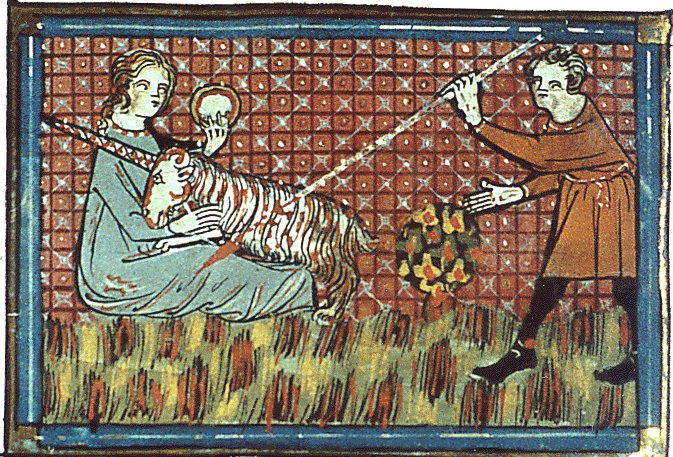
Caza del unicornio en una miniatura del Bestiario de Amor de Richard Fournival (Francia, finales del siglo XIII).

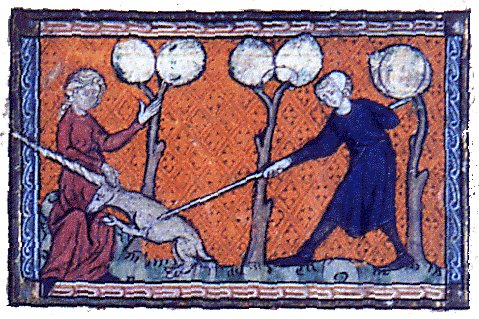
Caza del unicornio en otro bestiario de amor de finales del siglo XIII.

### El unicornio como símbolo de la muerte

Hombre perseguido por un unicornio. Escultura del púlpito de la catedral de Ferrara (Italia).

### Antílopes

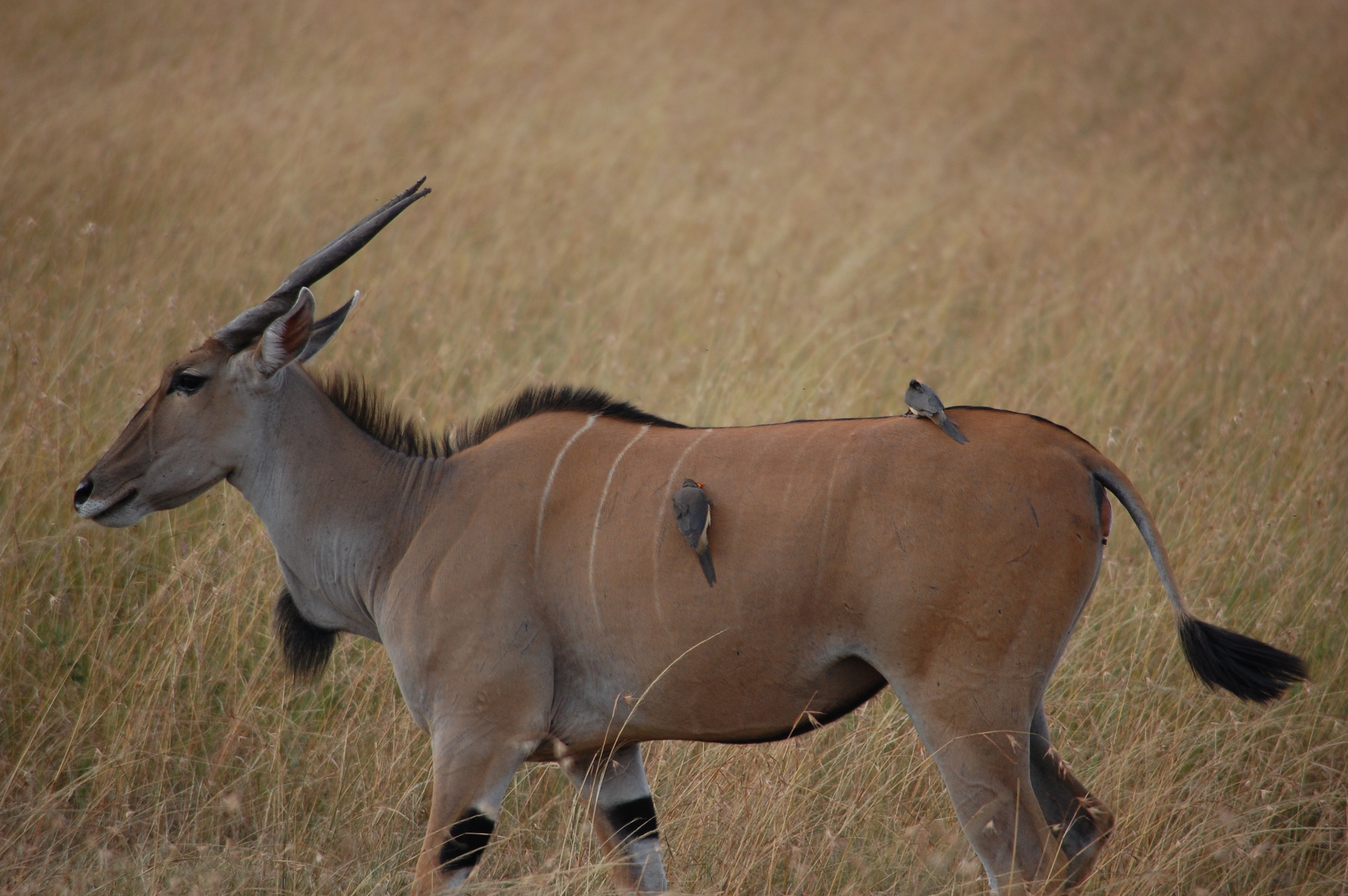
Este eland, visto de costado, parece tener un solo cuerno.

Algunas variedades de antílope pueden haber contribuido a la difusión de la leyenda del unicornio, en particular a través del comercio de sus cuernos, atestiguado en el Tíbet con el antílope local. Claudio Eliano se refiere a este tipo de animal al describir el cuerno negro helicoidal que pertenecería al monoceros. El oryx árabe, un antílope blanco con dos cuernos largos y delgados apuntando hacia atrás, al igual que el eland, animal bóvido que lleva los cuernos retorcidos en espiral, parecen un caballo unicornio visto de lado y desde la distancia. Aristóteles le atribuye al primero un solo cuerno en su Historia de los animales, así como Plinio el Viejo, en su Historia natural.

### Mamíferos vivos con cuerno o asta

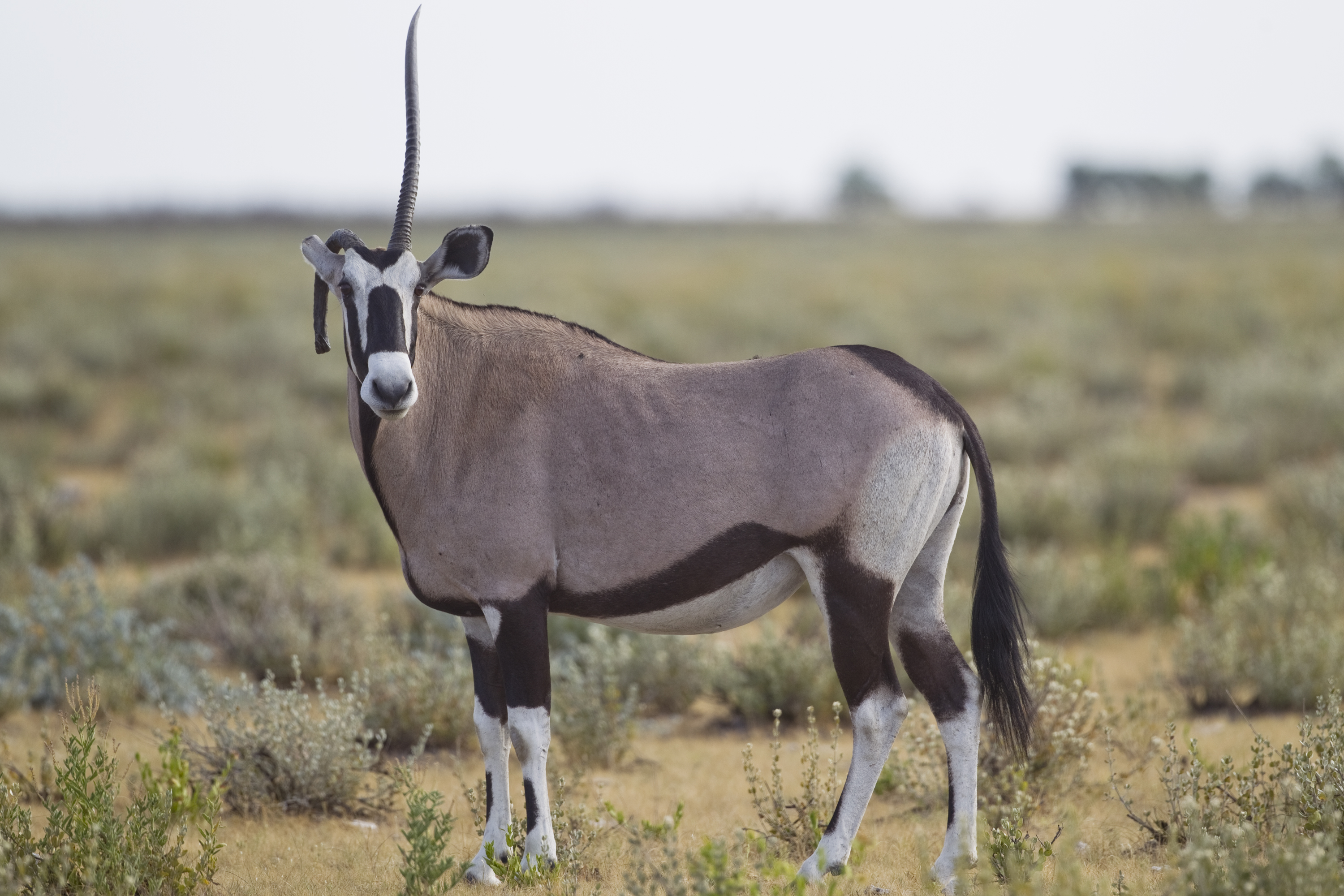
Oryx egipcio con un solo cuerno.

Ciertas malformaciones en un mamífero pueden producir que solo se desarrolle uno de sus dos cuernos, o incluso que ambos se mezclen y fusionen, haciendo que parezca que el animal lleva solo uno. Estos casos, documentados desde la antigüedad, no constituyen una especie, sino que caen bajo la teratología. Por ejemplo, Plutarco cuenta cómo Anáxagoras abrió la cabeza de un carnero unicornio y demostró que se trataba de un accidente de la naturaleza. En el siglo XVIII, un ciervo unicornio fue avistado y capturado en un pueblo de Asia Central:

Uno de los cazadores del pueblo me contó la siguiente historia, confirmada por sus vecinos. En marzo de 1713, mientras cazaba, descubrió el rastro de un ciervo, que siguió, y al descubrir el animal se sorprendió que tuviese un cuerno único en medio de la frente. Capturó al animal y lo trajo de regreso al pueblo donde era admirado por todos (...) Pregunté cuidadosamente sobre el tamaño y la forma de este unicornio, y me dijeron que se veía exactamente como un ciervo.

John Bell de Antermony, Viaje desde San Petersburgo en Rusia a varias partes de Asia en 1716, 1719, 1722...

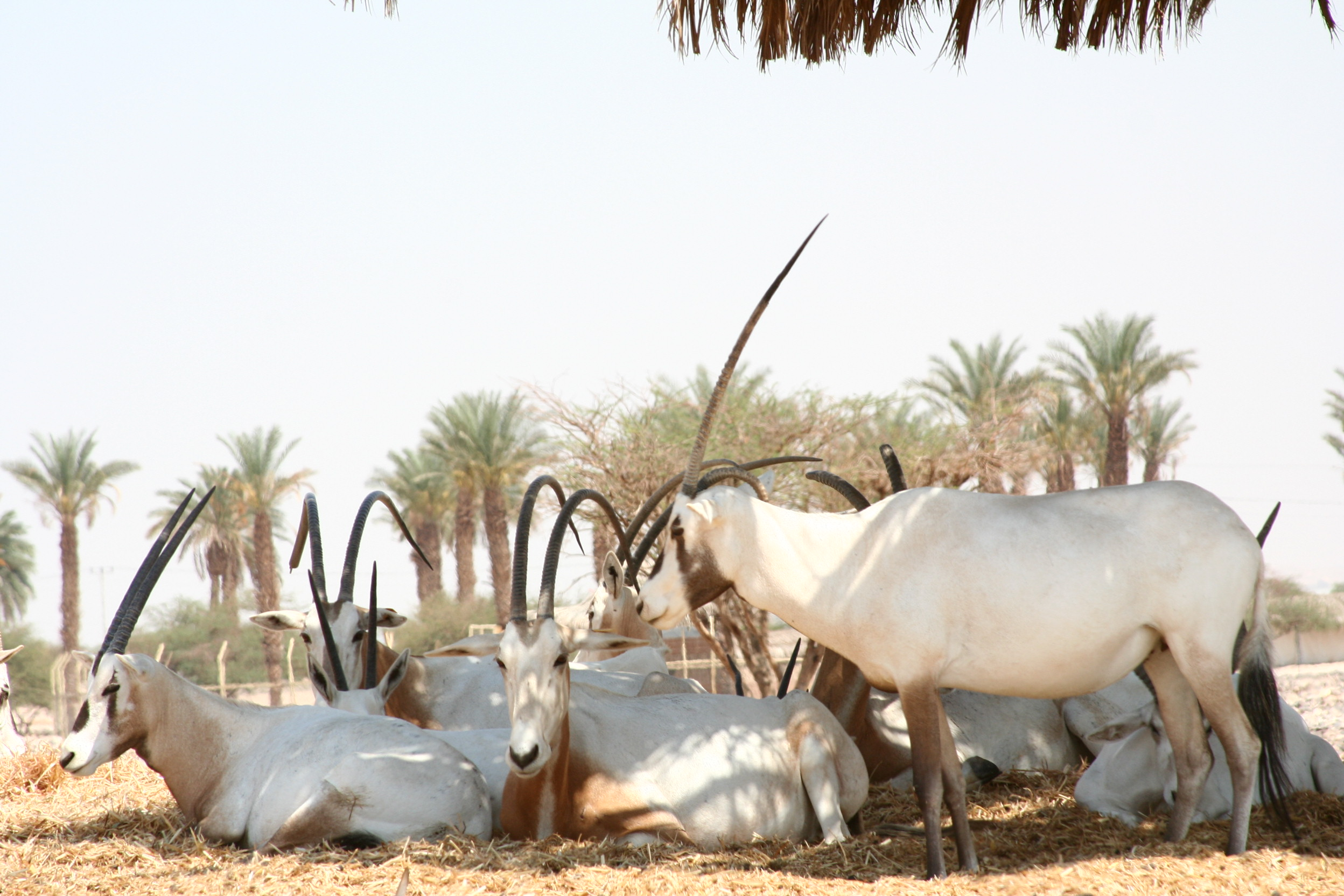
Oryx árabes. Se aprecia que el animal que está en primer plano, a la derecha, porta un solo cuerno.

Una reserva natural de la localidad italiana de Prato alberga desde 2007 a un ciervo con una asta única en medio de la frente: el director del parque, Gilberto Tozzi, declaró que este tipo de deformación podría ser el origen de la leyenda del unicornio.

### Creaciones artificiales

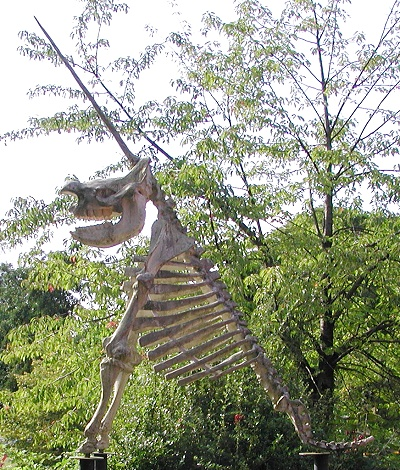
Reconstrucción de un supuesto esqueleto de unicornio. Se usaron restos de un rinoceronte lanudo, un mamut y el cuerno de un narval. Exposición cerca de la entrada del Zoológico de Osnabrück, Alemania.

Los casos de «unicornios» creados artificialmente están documentados tanto en Occidente como en Oriente y África. Aunque esta práctica pudo haber jugado un papel en la creencia en el unicornio, el sociólogo francés Bruno Faidutti no cree que haya tenido una influencia real en la construcción de su imagen.
A diferencia del unicornio occidental, los unicornios artificiales asiáticos eran originalmente cabras de Angora cuyos cuernos se unían con hierro y fuego, generando un cuerno artificial corto, parecido a dos velas trenzadas. Esta práctica ha desaparecido desde entonces, debido a su crueldad hacia los animales. En Occidente, el caso más conocido es el de los huesos fósiles desenterrados en el macizo de Harz (Alemania) por el alcalde de Magdeburgo, Otto von Guerick, en 1663, esqueleto que Gottfried Wilhelm Leibniz reprodujo ensanblando huesos de mamut y un cráneo de rinoceronte lanudo con un colmillo de narval adjunto.
Mucho más recientemente, en 1982, los cuernos de una cabra llamada Lancelot fueron modificados quirúrgicamente para formar uno solo. Se lo presentó como «un unicornio viviente» en varios circos estadounidenses, pero cinco años después, en medio de las prostestas de los activistas protectores de animales, su creador decidió retirarlo y sustituirlo por un elefante.

## Antigüedad

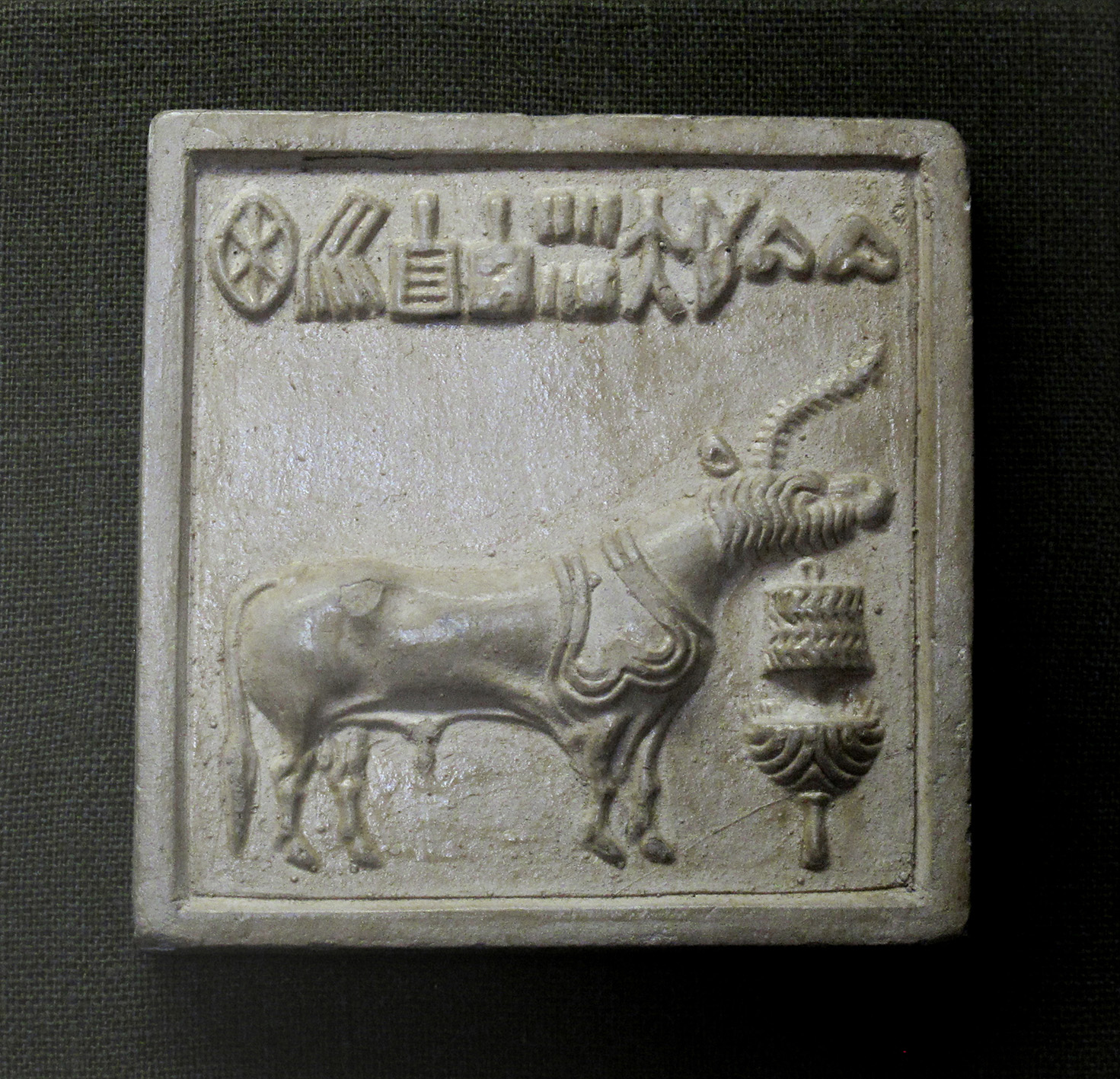
Molde de un sello de la civilización del valle del Indo, 2500-1500 a. C. Aproximadamente 3,5 cm x 3,5 cm.

La primera representación de un unicornio se encuentra en sellos y sellamientos de sitios en la región norte del Indo, fechados en c. 2600 a. C. Este motivo, que no se registra en ninguna otra civilización contemporánea, siguió utilizándose durante 700 años y desapareció junto con la escritura del Indo y otros elementos de diagnóstico de su ideología y burocracia en c. 1900 a. C.
El primer descubrimiento de un sello con este motivo animal tuvo lugar en 1872-1873. Alexander Cunningham lo describió de la siguiente forma: 

El sello es una piedra negra lisa sin pulir. En él está grabado muy profundamente un toro, sin joroba, mirando a la derecha, con dos estrellas bajo el cuello. Encima del toro hay una inscripción en seis caracteres, que son bastante desconocidos para mí. Ciertamente no son letras indias; y como el toro que los acompaña no tiene joroba, concluyo que el sello es ajena a la India.
Cunningham, 1875, p. 108.

Aunque Cunningham describió el motivo animal como un «toro sin joroba», en realidad se trataba del hoy conocido como «unicornio del Indo». La característica principal que distinguía este y otro sellos similares, como el que se compró en El Cairo en 1912 y otro en Punhaba —luego donado al Museo de Bellas Artes de Boston—, era la presencia de un animal armado con un solo cuerno que emerge de la parte posterior del cráneo y se arquea hacia adelante. Este cuerno es más ancho en la base y se estrecha suavemente en una larga curva en «S», a veces liso y otra veces estriado o con espirales.

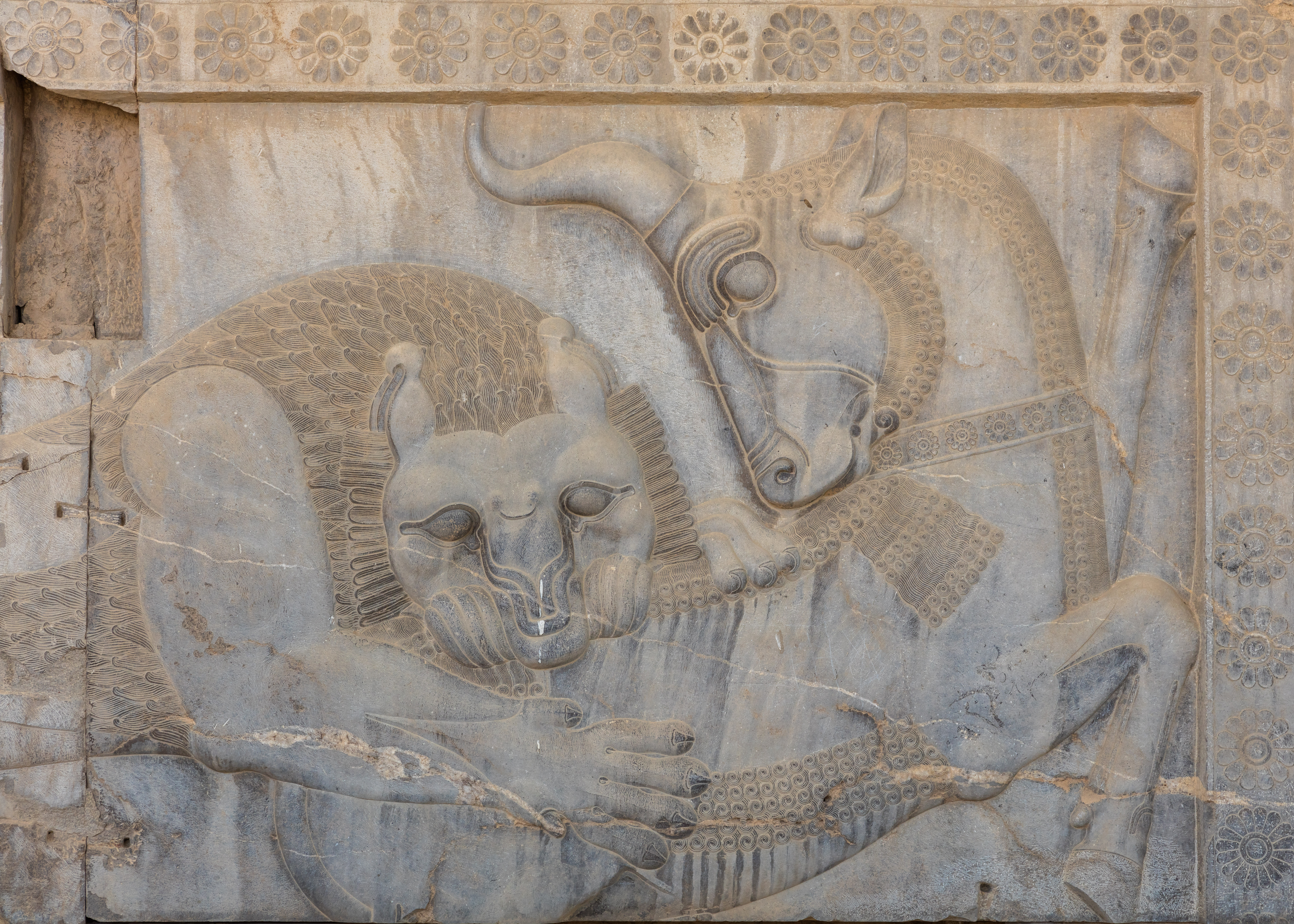
Escaleras del lado oriental de Apadama o Sala de las audiencias de Darío. Persépolis (actual Irán), a. C.

El parecido con otras bestias conocidas, como el buey y el antílope, planteó problemas de identificación. John Marshall indicaba que, puesto que los grabadores del Indo no habían tenido problemas en representar animales de dos cuernos cuando habían querido, el motivo de los sellos era «una criatura de un solo cuerno», de naturaleza fabulosa «a menos que haya algo de verdad en la antigua tradición de un buey de un cuerno en la India». No obstante, para otros estudiosos como Mackay y Possehl, el motivo corresponde con un bóvido dibujado de perfil, una «convención artística» donde el segundo cuerno se asume escondido detrás del que está en primer plano. Un posible argumento contra la hipótesis de un animal bicornio dibujado de perfil es el descubrimiento de figuras tridimensionales de unicornios, es decir, estatuillas de terracota representando animales de un solo cuerno.
Se cree que la técnica de dibujar animales de perfil también fue utilizada en los bajorrelieves de la antigua capital del imperio persa, Persépolis, donde es común el motivo del enfrentamiento entre un león y un toro unicornio.

### Fuentes griegas

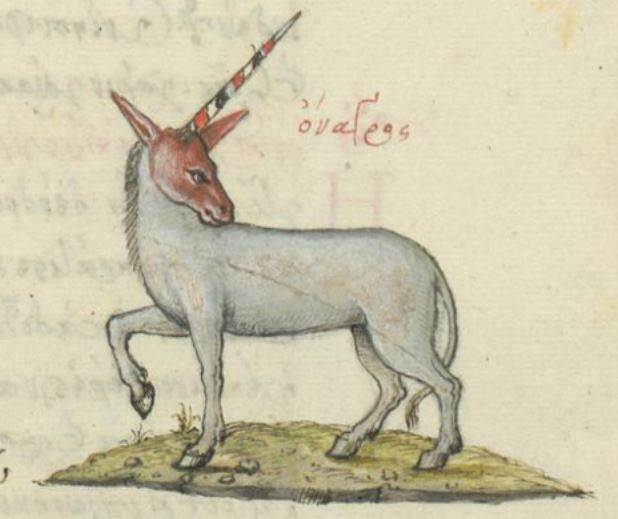
Asno indio de Ctesias, según una ilustración del manuscrito de Ange Vergèce, calígrafo del rey (Francia, 1554).

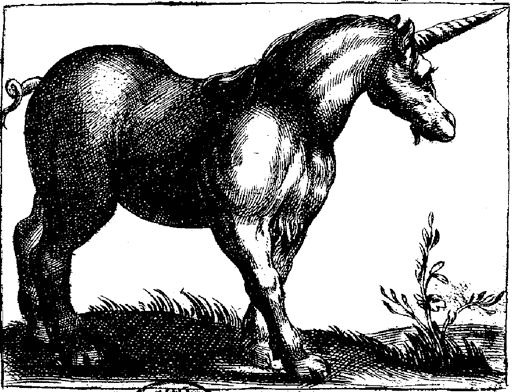
Grabado del unicornio-monoceros, por Andrés Ferrer de Valdecebro (Madrid, 1658), inspirado en la descripción de Plinio el Viejo.

### Fuentes romanas

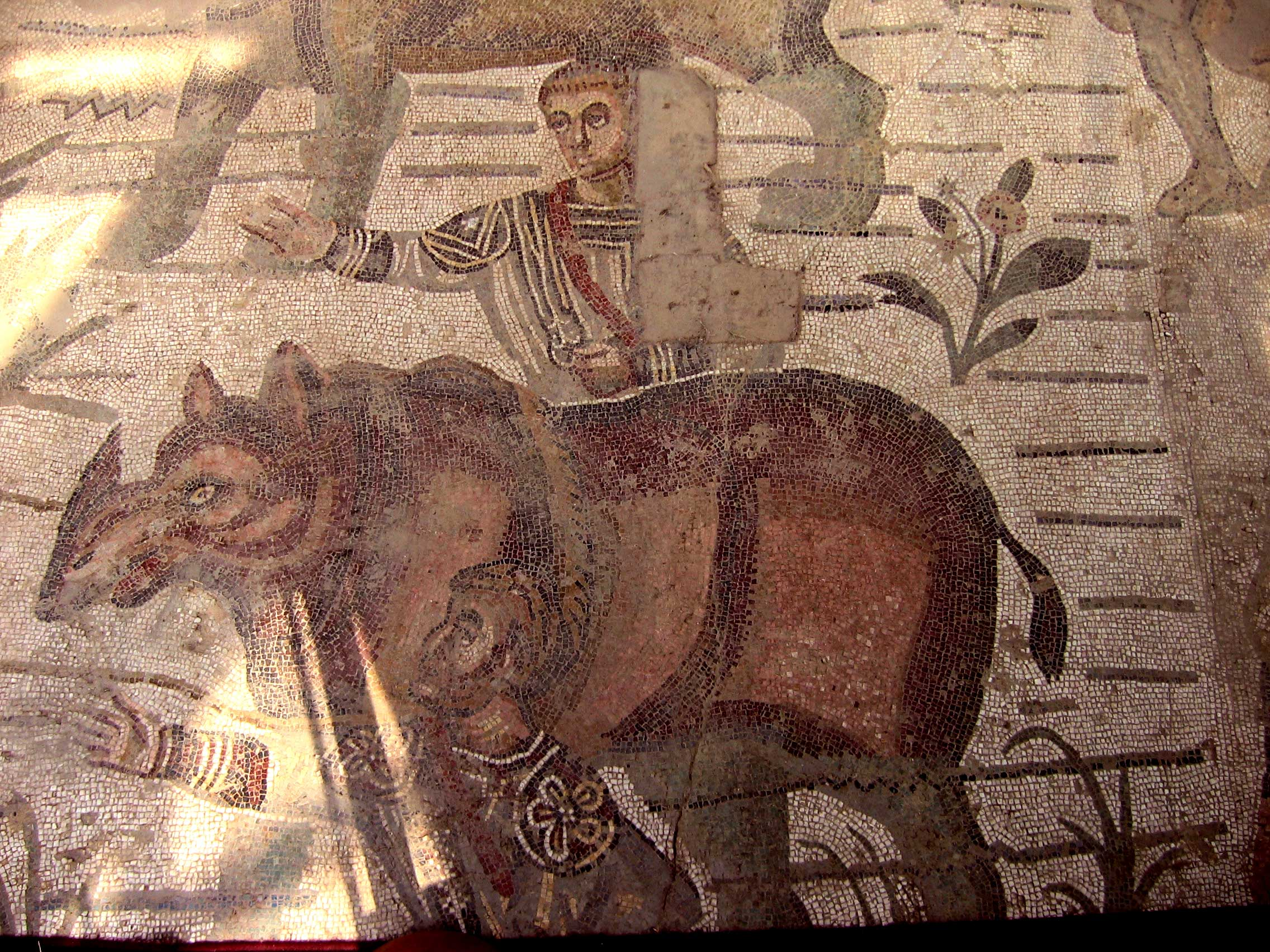
Rinoceronte en un mosaico romano de Villa romana del Casale. Se cree que este animal estuvo en el origen de las antiguas descripciones de animales unicornios.

## Antigüedad clásica